# Yvonne Schuring
Yvonne Schuring (Wolfen, 4 gennaio 1978) è una canoista austriaca, specializzata nella velocità.
Ha partecipato a tre edizioni dei giochi olimpici estivi (2008, 2012, 2016).

## Palmarès
- Mondiali - Velocità

Poznań 2010: bronzo nel K2 500 metri.
Seghedino 2011: oro nel K2 500 metri.